# 寿町 (高松市)
寿町（ことぶきちょう）は、香川県高松市中心部の町丁。郵便番号は760-0023。全域が住居表示に関する法律に基づく住居表示実施地区で、一丁目〜二丁目が存在する。

## 地理
高松市役所より0.8km、高松市中心部の都心に位置し、北は水城通りから南は兵庫町までの中央通り沿いを町域とする南北に長い町である。中央通りは四国経済を支える有数のオフィス街であり、JR高松駅に近い当町は専らオフィスビルが林立する業務地区として利用されている。そのため夜間人口（定住者）は非常に少ない。
2010年国勢調査による人口は17人（男9人/女8人）、世帯数は10世帯、面積は4万6414.94m2、人口密度は366.3人/km2。公立小学校・中学校の校区は全域が新番丁小学校・紫雲中学校に属している。
町内における都市計画法に基づく用途地域は全域が商業地域で、容積率は中央通り沿いが600%、それ以外が400%である。
水城通りから兵庫町までの中央通りに面した部分のうち、法務局や裁判所がある部分は当町ではなく丸の内となっている。

## 歴史
町名は瑞祥地名であるが、命名の所以は2説ある。1つはかつて高松城内であった当町周辺が市街地として造成された際、城跡の所有者で土地の寄付者の松平頼寿の一字をとった説、2つ目は昭和天皇の御大典を寿いで、高松市の繁栄を祝って名付けた説である。
1928年（昭和3年）に新湊町一丁目〜四丁目の一部から新設。一帯は1927年（昭和2年）に松平家から松平公益会への寄付で造成された土地で、高松城の桜の馬場の半分と西の丸約1万坪は市街地化され、後の中央通りの前身となる記念道路が開通した。
1945年（昭和20年）7月4日未明にはアメリカ軍による無差別絨毯爆撃「高松空襲」を受け、町域の大部分が灰燼に帰した。終戦後は記念道路（現・中央通り）沿いに国際マーケットといった闇市が並んだが、後に同道路の拡張によって撤去された。
1958年（昭和33年）に一部が西内町及び丸の内へ編入され、新湊町一丁目〜四丁目、玉藻町、西の丸町、内町及び西内町の各一部が当町へ編入された。その後1969年（昭和44年）に一部が玉藻町へ編入され、西内町及び丸の内の各一部が当町へ編入された。

## 主要施設
掲載順は住居表示による街区符号・住居番号順
| - 百十四銀行高松支店高松駅前出張所2019年2月8日閉店（親店舗にブランチインブランチ） - 香川県JAビル - 香川県農業協同組合本店 - 香川県信用農業協同組合連合会 - ことでん高松築港駅 | - 日本銀行高松支店 |